# Zipora Rubin-Rosenbaum
Zipora Rubin-Rosenbaum (in ebraico ציפי רובין‎?; 1946) è un'atleta paralimpica, nuotatrice e cestista israeliana.
In carriera, ha vinto 30 medaglie paralimpiche. Ha rappresentato lo Stato di Israele ai Giochi paralimpici in sette diverse edizioni nell'atletica leggera, nuoto, tennistavolo e basket in carrozzina.

## Carriera
La sua prima apparizione arrivò alle Paralimpiadi estive del 1964, le seconde Paralimpiadi in assoluto, tenutesi a Tokyo, in Giappone. Zipora gareggiò in cinque eventi e vinse una medaglia in ciascuno di essi; tre eventi sul campo di atletica leggera; il tennistavolo di doppio femminile, insieme alla compagna Mishani e i 50 metri stile libero. Vinse l'oro nel lancio del peso femminile D, stabilendo un nuovo record mondiale di 5,16 metri. Vinse medaglie di bronzo nel giavellotto, disco e tennistavolo e un argento nel suo evento di nuoto dietro la connazionale Mishani.
Ai Giochi del 1968 a Tel Aviv, Rubin-Rosenbaum vinse altre quattro medaglie d'oro e una medaglia d'argento, tutte nell'atletica leggera. Inoltre, vinse l'oro con la Nazionale israele di basket in carrozzina. Nei Giochi del 1972, ospitati a Heidelberg, nella Germania occidentale, vinse una medaglia d'oro nel giavellotto con un nuovo record mondiale di 18,5 metri e vinse anche una medaglia d'argento nel lancio del peso. Ai Giochi di Toronto, Rubin-Rosenbaum difese il suo titolo nel giavellotto e vinse medaglie d'oro nel pentathlon e nel disco, oltre ad un argento nel getto del peso. Vinse la sua quarta medaglia d'oro nel giavellotto paralimpico nel 1980, conquistando anche la medaglia di bronzo nel lancio del peso.
Nei Giochi del 1984, conquistò di nuovo 2 medaglie d'oro e 2 d'argento nell'atletica leggera. Nel 1988, a Seul, vinse altre tre medaglie, un oro nel giavellotto e dei bronzi sia nel pentathlon che nel lancio del peso. Le sue ultime Paralimpiadi furono quelle del 1992 a Barcellona, dove giunse ottava nel giavellotto THS2 e tredicesima nel lancio del peso THS2.
Fu membro della squadra nazionale femminile di basket in carrozzina e garreggiò nel basket in carrozzina ai Giochi Paralimpici dal 1968 al 1988, vincendo 2 medaglie d'oro, 2 medaglie d'argento e 1 medaglia di bronzo.

## Palmarès paralimpico
| Anno | Manifestazione     | Sede       | Evento                                         | Risultato | Prestazione | Note |
| ---- | ------------------ | ---------- | ---------------------------------------------- | --------- | ----------- | ---- |
| 1964 | Giochi paralimpici | Tokyo      | Atletica leggera - Getto del peso D            | Oro       | 5,16 metri  |      |
| 1964 | Giochi paralimpici | Tokyo      | Atletica leggera - Lancio del disco D          | Bronzo    |             |      |
| 1964 | Giochi paralimpici | Tokyo      | Atletica leggera - Lancio del giavellotto D    | Bronzo    |             |      |
| 1964 | Giochi paralimpici | Tokyo      | Tennistavolo - Doppio femminile C              | Bronzo    |             |      |
| 1964 | Giochi paralimpici | Tokyo      | Nuoto - 50 m stile libero prono cauda equina   | Argento   |             |      |
| 1968 | Giochi paralimpici | Tel Aviv   | Atletica leggera - Lancio della clava D        | Oro       |             |      |
| 1968 | Giochi paralimpici | Tel Aviv   | Atletica leggera - Lancio del giavellotto D    | Oro       |             |      |
| 1968 | Giochi paralimpici | Tel Aviv   | Atletica leggera - Pentathlon classe speciale  | Oro       |             |      |
| 1968 | Giochi paralimpici | Tel Aviv   | Atletica leggera - Getto del peso D            | Oro       |             |      |
| 1968 | Giochi paralimpici | Tel Aviv   | Atletica leggera - Lancio del disco D          | Argento   |             |      |
| 1968 | Giochi paralimpici | Tel Aviv   | Pallacanestro in carrozzina - Torneo femminile | Oro       |             |      |
| 1972 | Giochi paralimpici | Heidelberg | Atletica leggera - Lancio del giavellotto 5    | Oro       | 18,5 metri  |      |
| 1972 | Giochi paralimpici | Heidelberg | Atletica leggera - Getto del peso 5            | Argento   |             |      |
| 1972 | Giochi paralimpici | Heidelberg | Pallacanestro in carrozzina - Torneo femminile | Bronzo    |             |      |
| 1976 | Giochi paralimpici | Toronto    | Atletica leggera - Lancio del giavellotto 5    | Oro       |             |      |
| 1976 | Giochi paralimpici | Toronto    | Atletica leggera - Pentathlon 5                | Oro       |             |      |
| 1976 | Giochi paralimpici | Toronto    | Atletica leggera - Getto del peso 5            | Oro       |             |      |
| 1976 | Giochi paralimpici | Toronto    | Atletica leggera - Lancio del disco 5          | Argento   |             |      |
| 1976 | Giochi paralimpici | Toronto    | Pallacanestro in carrozzina - Torneo femminile | Oro       |             |      |
| 1980 | Giochi paralimpici | Arnhem     | Atletica leggera - Lancio del giavellotto 5    | Oro       |             |      |
| 1980 | Giochi paralimpici | Arnhem     | Atletica leggera - Getto del peso 5            | Bronzo    |             |      |
| 1980 | Giochi paralimpici | Arnhem     | Pallacanestro in carrozzina - Torneo femminile | Argento   |             |      |
| 1984 | Giochi paralimpici | New York   | Atletica leggera - Lancio del giavellotto 5    | Oro       |             |      |
| 1984 | Giochi paralimpici | New York   | Atletica leggera - Pentathlon 5                | Argento   |             |      |
| 1984 | Giochi paralimpici | New York   | Atletica leggera - Getto del peso 5            | Argento   |             |      |
| 1984 | Giochi paralimpici | New York   | Atletica leggera - Lancio del disco D          | Oro       |             |      |
| 1984 | Giochi paralimpici | New York   | Pallacanestro in carrozzina - Torneo femminile | Argento   |             |      |
| 1988 | Giochi paralimpici | Seul       | Atletica leggera - Lancio del giavellotto 5    | Oro       |             |      |
| 1988 | Giochi paralimpici | Seul       | Atletica leggera - Getto del peso 5            | Bronzo    |             |      |
| 1988 | Giochi paralimpici | Seul       | Atletica leggera - Pentathlon 5-6              | Bronzo    |             |      |